# Santa Cruz (provins)
 For alternative betydninger, se Santa Cruz. (Se også artikler, som begynder med Santa Cruz)
Provinsen Santa Cruz (spansk: Provincia de Santa Cruz, „Hellige Kors“) er en provins i Patagonien i det sydlige Argentina. Provinsen dækker et areal på 243.943 km2
og er den andenstørste provins i Argentina efter provinsen Buenos Aires. Den har et befolkningstal på 337.226 (2022) indbyggere. Santa Cruz har navn efter floden Santa Cruz, der løber fra søen Lago Argentino og udmunder i Atlanterhavet. I nord grænser Santa Cruz til provinsen Chubut, i øst mod Atlanterhavet. I vest og syd grænser den mod Chile. Provinshovedstaden er byen Río Gallegos.

## Geografi og klima
Landskabet er typisk for Patagonien. Mod vest grænser den til Andesbjergene. I østlig retning ligger der en kæde af gletschersletter og søer. Den største af søerne er Lago Argentino. Den største del er ikke desto mindre det tørre lagdelte slettelandskab den patagoniske Meseta, der strækker sig helt ud til Atlanterhavet.
Klima er moderatkøligt, mede moderate varme somre (11 °c im Süden bis 18 °c i nordøst) og med kolde vintre med med et minimalr snefald (0 °c i sydvest, 6 °C i nordøst). Nedbørsmængden ligger mellem 150 mm i øst og 450 mm i vest, hvorved vinteren særligt i området op mod Andesbjergene er noget fugtigere end om sommeren.